# Chirignago
Chirignago è una località di terraferma del Comune di Venezia situata sulla terraferma mestrina, e posta lungo la Via Miranese (già strada provinciale 32), importante arteria stradale che collega Venezia a Padova passando per Mirano.
Conta 7 295 abitanti, e già sede del Q12 "Chirignago-Gazzera", il quartiere è oggi il capoluogo della municipalità di Chirignago-Zelarino.

## Geografia fisica
Chirignago oggi è un quartiere residenziale, parte integrante della conurbazione di Mestre, che forma un continuum urbano anche con il comune limitrofo di Spinea. Fu comune autonomo nel distretto di Mestre fino al 1926.

Il territorio di Chirignago, del tutto pianeggiante, è attraversato da alcuni corsi d'acqua, il più importante dei quali è il Rio Cimetto, e da numerosi fossi per lo smaltimento delle acque piovane e l'irrigazione dei campi.
Dal punto di vista urbanistico l'abitato era originariamente sviluppato attorno all'attuale Piazza San Giorgio, per poi allargarsi lungo l'odierna via Miranese (un tempo detta anche "strada Padovana"). Verso la metà dell'Ottocento, la costruzione della ferrovia Venezia-Padova ruppe la continuità geografica del centro con il sobborgo Catene (che, in origine, dipendeva proprio da Chirignago, sia dal punto di vista ecclesiastico che amministrativo); la linea tuttora funge da confine tra le municipalità di Marghera e Mestre Ovest.

## Origini del nome
È ancora incerta l'origine etimologica del toponimo. Da osservare inoltre che l'attuale forma si fissò solo a metà Ottocento e prima erano in uso varianti come Clarignago, Clerinaco, Caurignago, Chierignesco, Chierignago.

La desinenza -ago, particolarmente frequente in Veneto, può ricordare un praedium, cioè un territorio agricolo assegnato ad un colono che, si ipotizza, poteva chiamarsi Clarinus o Quirinus. Il complesso dei suoi beni era denominato allora praedium Clarinacum. Se invece lo si collega a Quirinus lo si può mettere in relazione con l'omonima divinità.

Un'altra proposta lo fa derivare sempre da Clarinus, identificato però come un antico corso d'acqua così denominato per le acque cristalline. Forse la palude dei dintorni (storicamente accertata) veniva chiamata Clarini Lacus e l'antica parrocchia estendeva il suo territorio su quest'area.

## Storia

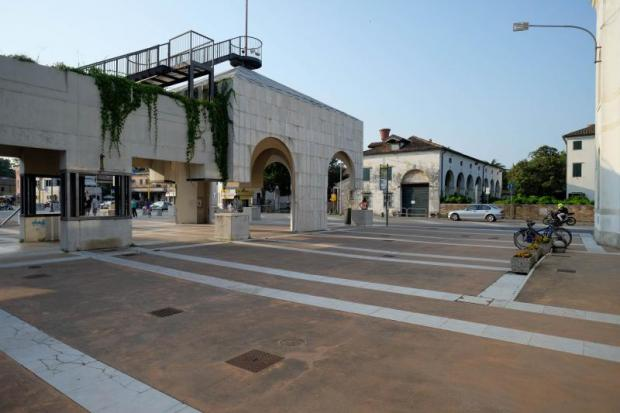
Piazza San Giorgio, con il mercato coperto progettato da Iginio Cappai e Pietro Mainardis

I reperti testimoniano la presenza umana sin dall'età romana. Il rinvenimento più rilevante riguarda un ponte individuato nei pressi del centro, sotto via Miranese.
La consacrazione della chiesa (prima filiale dell'arcipretale di Mestre) a San Giorgio fa pensare all'attività dei benedettini del monastero veneziano di San Giorgio Maggiore, ai quali appartenevano gran parte dei terreni limitrofi sin dal 1022. Per il resto, l'area apparteneva ai vescovi di Treviso.
Il territorio parrocchiale era in passato molto più vasto dell'attuale e toccava anche la zona occidentale dell'attuale Marghera. Vi era compreso anche un vasto bosco, detto anticamente bosco di Brombedo: citato già nel XII secolo, fu utilizzato come riserva di caccia dai nobili; ciò che ne rimaneva, venne abbattuto durante la prima guerra mondiale.
Nel 1336 l'abitato subì le sorti degli abitati vicini e venne incendiato durante la guerra tra Verona e Venezia. Passato alla Serenissima, Chirignago conobbe un periodo di pace e relativo benessere sino alla caduta della Repubblica, avvenuta nel 1797.
Fu comune autonomo nel distretto di Mestre a partire dal 1798 con la creazione delle prime deputazioni comunali volute dai governi francese prima e austriaco poi. Divenuto parte del Regno d'Italia, il 15 luglio 1926 venne accorpato al comune di Venezia per volontà del governo Mussolini (R.D. 15 luglio 1926, n. 1317, in G.U. n. 183 del 9 agosto 1926).
L'anno successivo fu anche riformata l'amministrazione religiosa, e la parrocchia passò dalla Diocesi di Treviso al Patriarcato di Venezia.
Tra i manoscritti non pubblicati dello storico locale Francesco Scipione Fapanni emerge anche una dettagliata storia di Chirignago.
Lungo la strada Miranese, nel territorio di Chirignago, sono inoltre ancora presenti due storici cippi chilometrici in pietra che indicano la distanza per Padova. Essi sono collocati lungo il ciglio sud della strada: uno in località "Avanti", vicino all'intersezione con via Trieste, e il secondo poco prima della località spinetense del "Graspo d'Uva", presso la fermata dell'Actv. Purtroppo, queste importanti pietre miliari si trovano in una situazione di degrado e incuria, con le scritte poco visibili, e attendono di essere accuratamente restaurate e ripristinate nella loro funzione.

## Ville venete
- villa Favero Fabris (Tiepolo), localizzata nel centro di Chirignago probabilmente risale al XVI secolo. La villa possiede un grande giardino, possiede anche una pianta classica e in alcune stanze si può vedere una travatura sansovinica. Anche il piano nobile è di pregio con il salone centrale dotato di un balcone e una trifora. Coperti dalla via Miranese si trovano i resti di un antico ponte romano che collegava la villa al resto della città.
- villa Manfrin, probabilmente risalente al tardo Settecento fu ricavata dalla canonica della chiesa di San Giorgio. L'edificio è su due piani ed è connotato da un bel timpano.
- villa Bisacco Palazzi, venne edificata nel XVII secolo. Possiede un grande parco con un prezioso orto botanico, delle serre, scuderie e originarie cantine. Nel parco sono collocati pozzi con fregi e stemmi di grande valore. Nell'interno la villa è affrescata con disegni allegorici di Luigi Da Rios.
- villa Raspi Barozzi Saccardo, risalente al 1500 ha la struttura della tipica villa veneta con piano il nobile evidenziato e un ampio parco attorno. Le statue originali sono state spostate a Venezia presso la Ca' d'Oro dove sono conservate ed esposte. La porta del giardino è chiusa da una cancellata in ferro battuto con inserita sigla di Sebastiano Raspi.
- villa Cosulich Zerbo Mason, edificata nel XVIII secolo è stata restaurata negli anni Novanta, riportando all'antico splendore il parco che dispone di un pozzo e di resti della fioraia.
- villetta Ranzato, tardo-settecentesca, ha l'aspetto di un casino di campagna date le dimensioni ridotte.
- villa Calzavara Manfrin (canonica), affacciata su piazza San Giorgio, di esso non si hanno molte notizie storiche. Costruito sul finire del Settecento, è oggi proprietà della parrocchia ed è adibita a casa canonica.

## Società

### Evoluzione demografica
La seguente tabella riporta l'evoluzione demografica del comune di Chirignago sino alla sua soppressione nel 1926.
Abitanti censiti

## Infrastrutture e trasporti

### Mobilità urbana
Il quartiere è servito da alcune linee automobilistiche (sia urbane che extraurbane) dell'ACTV che lo collegano alle varie zone dell'area urbana di Venezia.